# Rácio (cretense)
Rácio, na mitologia grega, foi um cretense que liderou uma colônia na Cária. Rácio era filho de Lebes, e da raça dos micênios, ou um cretense.
Rácio levou uma grande força de cretenses para a Cária e ocupou sua costa, mas a maior parte da região continuou sob o controle dos cários.
Após a queda de Tebas para Tersandro, filho de Polínice, no episódio conhecido como os Epígonos, os prisioneiros foram enviados ao oráculo de Delfos, que ordenou que eles fundassem uma colônia.. Ao chegarem, os cretenses os levaram prisioneiros para Rácio, porém este, ao saber quem eles eram, tomou Manto, filha de Tirésias, como esposa, e deixou o povo habitar a terra.. Mopso, filho de Rácio e Manto, expulsou os cários da região.